# Preslik Spur
Preslik Spur (in lingua inglese: Sperone Preslik) è uno sperone roccioso antartico, privo di ghiaccio e situato a sud del Clemons Spur e del Forlidas Ridge, nel Dufek Massif dei Monti Pensacola, in Antartide. 
Lo sperone è stato mappato dall'United States Geological Survey (USGS) sulla base di rilevazioni e foto aeree scattate dalla U.S. Navy nel periodo 1956-66.
La denominazione è stata assegnata dall'Advisory Committee on Antarctic Names (US-ACAN) su proposta di Arthur B. Ford, capogruppo dell'United States Geological Survey (USGS), in onore del soldato scelto Joseph W. Preslik, membro dell'U.S. Army Aviation Detachment che prese parte alle esplorazioni nei Monti Pensacola nel 1965-66.